# تييري عمار
تييري عمار هو موسيقي كندي، ولد في القرن العشرين في كندا.

## وصلات خارجية
- تييري عمار على موقع ميوزك برينز (الإنجليزية)
- تييري عمار على موقع ديسكوغز (الإنجليزية)